# Ante Ćorić
Ante Ćorić, né le 14 avril 1997 à Zagreb, est un joueur de football international croate. Il évolue actuellement au poste de milieu de terrain au NK Rudeš.

## Biographie
Ante Ćorić joue au Dinamo Zagreb et dans les sélections nationales de jeunes : équipe de Croatie des moins de 17 ans de football, 18 ans, 19 ans (en) et espoirs.
Le 18 septembre 2014, il inscrit son premier but en Ligue Europa contre le club roumain de l'Astra Giurgiu.
En 2015, il est nommé meilleur jeune joueur croate de l'année par le journal Večernji list.
Ćorić fait ses débuts en équipe nationale de Croatie le 27 mai 2016 contre la Moldavie (victoire 1-0).
Recruté pour 6 M€ à l’été 2018 à l'AS Rome, Ante Coric a été décevant pour sa première saison, ne disputant que 3 rencontres. Le milieu offensif et international croate a donc été prêté successivement à Almeria (Espagne), VVV-Venlo (Pays-Bas) et le NK Olimpija (Slovénie). 
Le 24 août 2021, il est de nouveau prêté, cette fois au FC Zurich, leader du championnat suisse après 4 journées.

## Statistiques
| Saison                | Club                  | Championnat           | Championnat | Championnat | Coupe(s) nationale(s) | Coupe(s) nationale(s) | Compétition(s) continentale(s) | Compétition(s) continentale(s) | Compétition(s) continentale(s) | Croatie | Croatie | Total | Total |
| Saison                | Club                  | Division              | M.          | B.          | M.                    | B.                    | Comp.                          | M.                             | B.                             | M.      | B.      | M.    | B.    |
| 2013-2014             | Dinamo Zagreb         | Prva HNL              | 6           | 1           | 0                     | 0                     | C1+C3                          | 0+0                            | 0+0                            | -       | -       | 6     | 1     |
| 2014-2015             | Dinamo Zagreb         | Prva HNL              | 24          | 3           | 5                     | 1                     | C1+C3                          | 1+3                            | 0+1                            | -       | -       | 33    | 5     |
| 2015-2016             | Dinamo Zagreb         | Prva HNL              | 28          | 4           | 6                     | 1                     | C1                             | 7                              | 0                              | 2       | 0       | 43    | 5     |
| 2016-2017             | Dinamo Zagreb         | Prva HNL              | 23          | 4           | 4                     | 3                     | C1                             | 9                              | 1                              | 2       | 0       | 38    | 8     |
| 2017-2018             | Dinamo Zagreb         | Prva HNL              | 21          | 3           | 3                     | 1                     | C1                             | 3                              | 0                              | -       | -       | 27    | 4     |
| Sous-total            | Sous-total            | Sous-total            | 102         | 15          | 18                    | 6                     | -                              | 23                             | 2                              | 4       | 0       | 147   | 23    |
| 2018-2019             | AS Rome               | Serie A               | 2           | 0           | 1                     | 0                     | C1                             | 1                              | 0                              | -       | -       | 4     | 0     |
| Sous-total            | Sous-total            | Sous-total            | 2           | 0           | -                     | -                     | -                              | -                              | -                              | -       | -       | 2     | 0     |
| 2019-2020             | UD Almería (prêt)     | Segunda División      | 9           | 0           | -                     | -                     | -                              | -                              | -                              | -       | -       | 9     | 0     |
| Sous-total            | Sous-total            | Sous-total            | 9           | 0           | -                     | -                     | -                              | -                              | -                              | -       | -       | 9     | 0     |
| Total sur la carrière | Total sur la carrière | Total sur la carrière | 113         | 15          | 18                    | 6                     | -                              | 24                             | 2                              | 4       | 0       | 159   | 23    |

## Palmarès
Il est Champion de Croatie en 2014, 2015 et 2016 et vainqueur de la Coupe de Croatie en 2015 et 2016 avec le  Dinamo Zagreb.
 FC Zurich
- Champion de Suisse (1)
  - Champion : 2022